# C.G.P.
C.G.P ist ein Crossover-Album des US-amerikanischen Gitarristen Chet Atkins aus dem Jahr 1988. Es wurde für Columbia Records produziert von Chet Atkins, David Hungate und Daryl Dybka.
Es markiert einen stilistischen Übergang von der Country-Musik des frühen Chet Atkins hin zur Verarbeitung von Einflüssen aus Jazz und Rockmusik. Unterstrichen wird diese Entwicklung durch die Auswahl der beteiligten Musiker, unter anderem Jazz-Veteran Daryl Dybka, Bassist David Hungate, der Gründungsmitglied der kalifornischen Rockband Toto war, oder Rock-Gitarrist Mark Knopfler von Dire Straits. Auch die Instrumentierung folgt bspw. mit der Verwendung von Drum-Computern diesem Ansatz.
Die Buchstaben C.G.P. sind ein Akronym und bedeuten Certified Guitar Player, eine Ehrenbezeichnung, die sich Atkins selbst und später noch fünf weiteren Gitarristen verliehen hat: John Knowles, Tommy Emmanuel, Jerry Reed, Steve Wariner und Paul Yandell.

## Titelliste
1. „Chinook Winds“ (Chet Atkins, Darryl Dybka) – 4:40
2. „Put Your Clothes On“ (Atkins, Johnny Gimble) – 4:51
3. „Imagine“ (John Lennon) – 4:05
4. „Light-Hearted Lisa“ (T. J. White) – 4:31
5. „Knucklebusters“ (Atkins, John Knowles) – 5:18
6. „Jethreaux“ (Atkins, Burns, Dybka) – 3:55
7. „Which Way del Vecchio?“ (Dybka) – 4:52
8. „Daydream“ (John Sebastian) – 3:42
9. „Mockingbird Variations“ (Atkins, Shel Silverstein) – 5:06
10. „I Still Can't Say Goodbye“ (Bob Blinn/Jimmy Moore) – 4:05

## Mitwirkende
- Chet Atkins – Gitarre
- Darryl Dybka – Keyboards, Drum Programming, Synthesizer
- Johnny Gimble – Geige
- Steve Gibson – Gitarre
- Mark Hammond – Drum Programming
- Jim Horn – Saxophon
- Mike Haynes – Trompete, Flügelhorn
- David Hungate – Bass
- Clayton Ivey – Keyboards
- Mark Knopfler – Gitarre
- Mike Lawler – Synthesizer
- Larrie Londin – Drums
- Randy McCormick – Synthesizer
- Terry McMillan – Percussion
- Larry Paxton – Bass
- George Tidwell – Trompete, Flügelhorn
- Don Sheffield – Trompete, Flügelhorn